# Ceratosolen boschmai
Ceratosolen boschmai är en stekelart som beskrevs av Wiebes 1963. Ceratosolen boschmai ingår i släktet Ceratosolen och familjen fikonsteklar. Inga underarter finns listade i Catalogue of Life.